# Ếch núi Arfak
Ếch núi Arfak (danh pháp hai phần: Hylarana arfaki) là một loài ếch trong họ Ranidae. Chúng được tìm thấy ở Indonesia và Papua New Guinea. Các môi trường sống tự nhiên của chúng là các khu rừng ẩm ướt đất thấp nhiệt đới hoặc cận nhiệt đới và sông.

## Hình ảnh

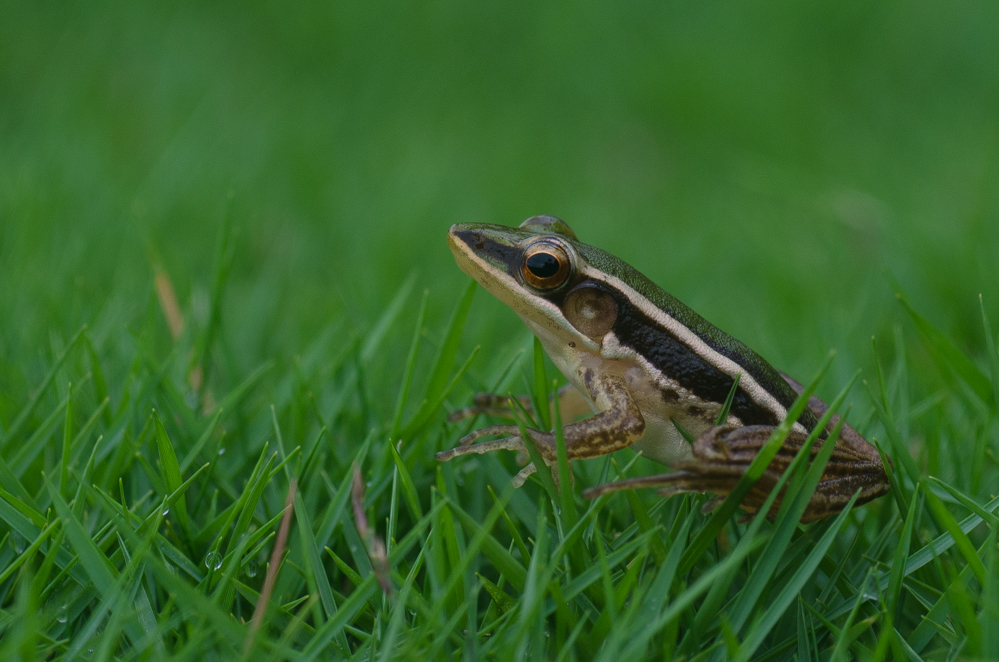